# Talmont-Saint-Hilaire
Talmont-Saint-Hilaire är en kommun i departementet Vendée i regionen Pays de la Loire i västra Frankrike. Kommunen ligger i kantonen Talmont-Saint-Hilaire som tillhör arrondissementet Les Sables-d'Olonne. År 2022 hade Talmont-Saint-Hilaire 8 327 invånare.

## Befolkningsutveckling
Antalet invånare i kommunen Talmont-Saint-Hilaire
| Referens: INSEE |